# Luib
Luib (Schots-Gaelisch: Lùib) is een dorp op de zuidoostelijke oever van Loch Ainort ongeveer 2 kilometer ten westen van Dunan en in de buurt van Broadford op het eiland Skye in de Schotse lieutenancy Ross and Cromarty in het raadsgebied Highland.

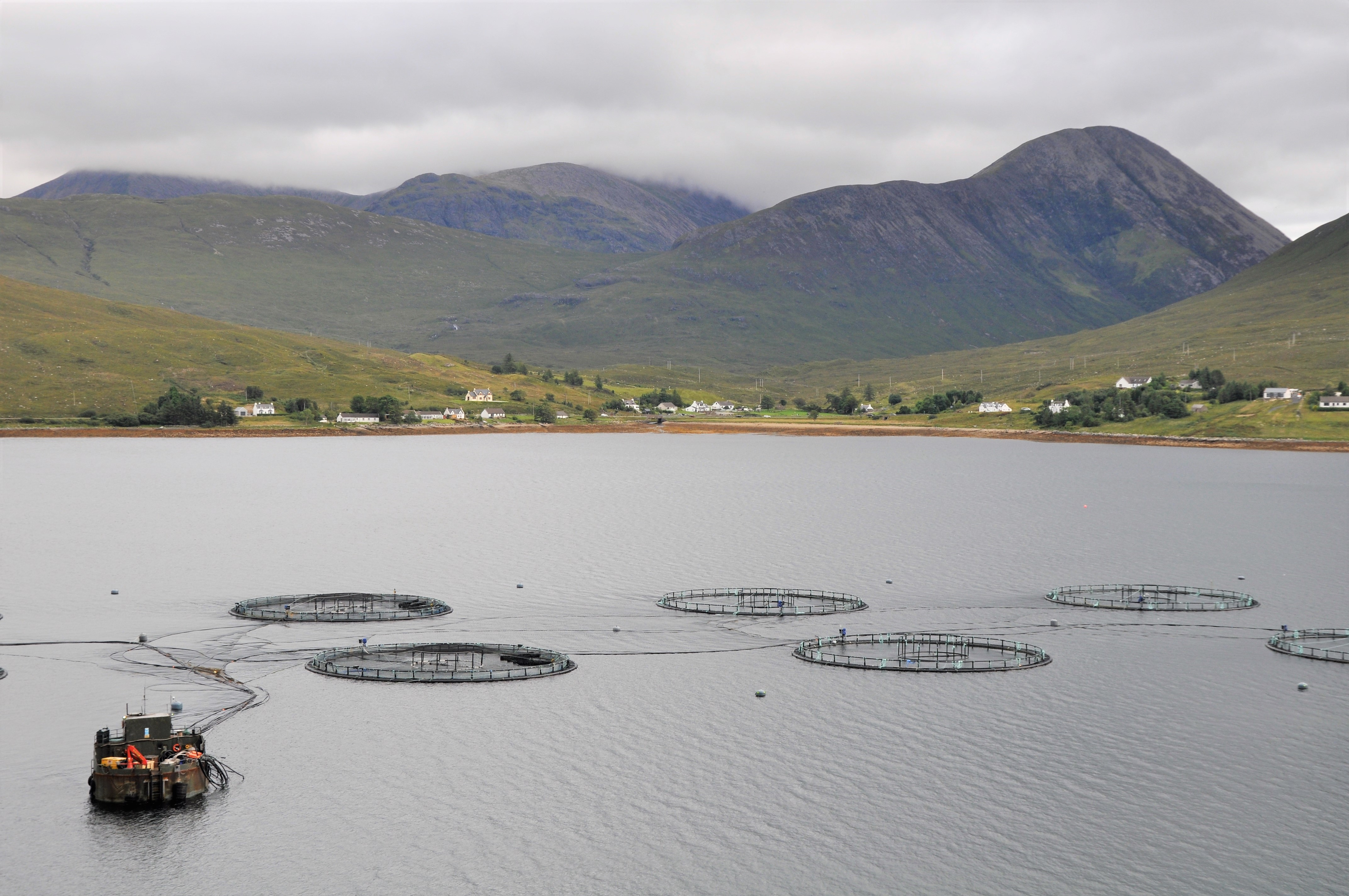
Luib, gezien vanaf de overkant van Loch Ainort